# Camogli
Camogli je obec v provincii Genova, v italském regionu Ligurie. Nachází se 25 km východně od centra Janova na pobřeží Ligurského moře. Je součástí Italské riviéry, respektive její východní části Riviery di Levante.
Camogli má rozlohu 10 km2 a žije zde okolo 5 300 obyvatel.

## Historie
V rámci archeologického výzkumu v 70. letech 20. století byla nalezena keramika pocházející z 16. a 13. století před naším letopočtem a dále různé pozůstatky z období 2. století před naším letopočtem. První zmínky o obci, nazývané ve své době Vila Camuli, jsou z roku 1000. Ve středověku se obec rozvíjí jako přístav a nejčastěji je zmiňována v souvislosti s Janovem. Ve 12. století byl postaven k obraně obce hrad Castello Dragone. V 16. století je Camogli občasným terčem útoků Saracénů, na přelomu 16. a 17. století je dostavěno přístavní molo a přístav je lépe opevněn. Na konci 18. století a počátkem 19. století dochází k významnému rozvoji obchodní plavby, pro Camogli to značí výrazný rozvoj obce. V roce 1814 se Camogli stává součástí Sardinského království a v roce 1861 Italského království.

## Město a památky
Centrum obce je v okolí přístavu a městské pláže. Nejvýznamnějšími památkami jsou pevnost Castello della Dragonara a kostel Santa Maria Assunta. Jedním z charakteristických rysů Camogli jsou vysoké pěti až šestipodlažní domy s barevnými fasádami.
Obec je obklopená kopcovitou krajinou, výškově okolo 700 metrů.
Východně od Camogli leží Přírodní park Portofino a opatství San Fruttuoso.
- Kostel Santa Maria Assunta, stavba z 12. století s barokním průčelím z roku 1826
- Hrad Castello della Dragonara z 12. století[6]
- Městské domy z 19. století, pobřežní promenáda Via Garibaldi je z roku 1914

### Fotogalerie

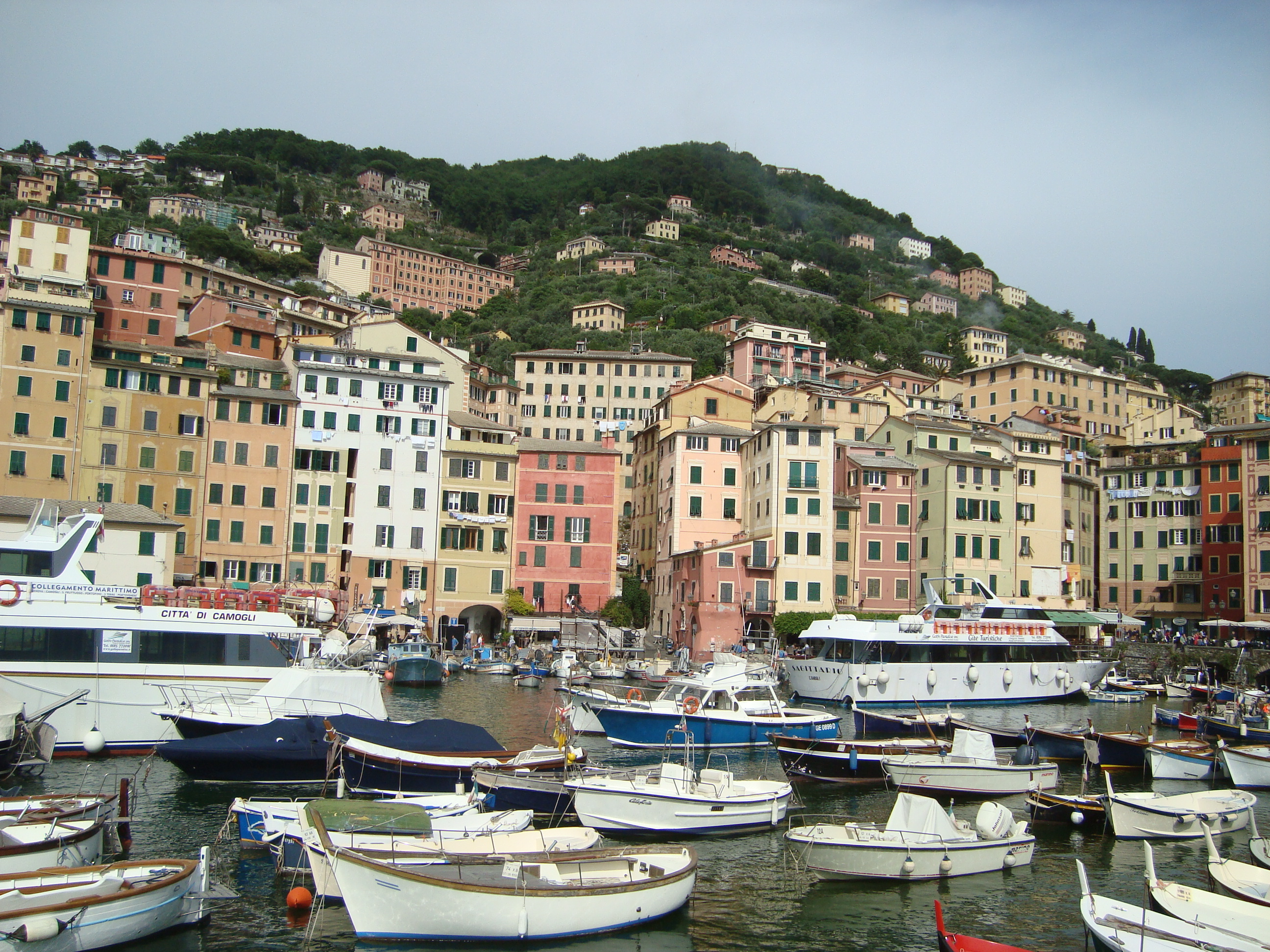
část města s přístavem
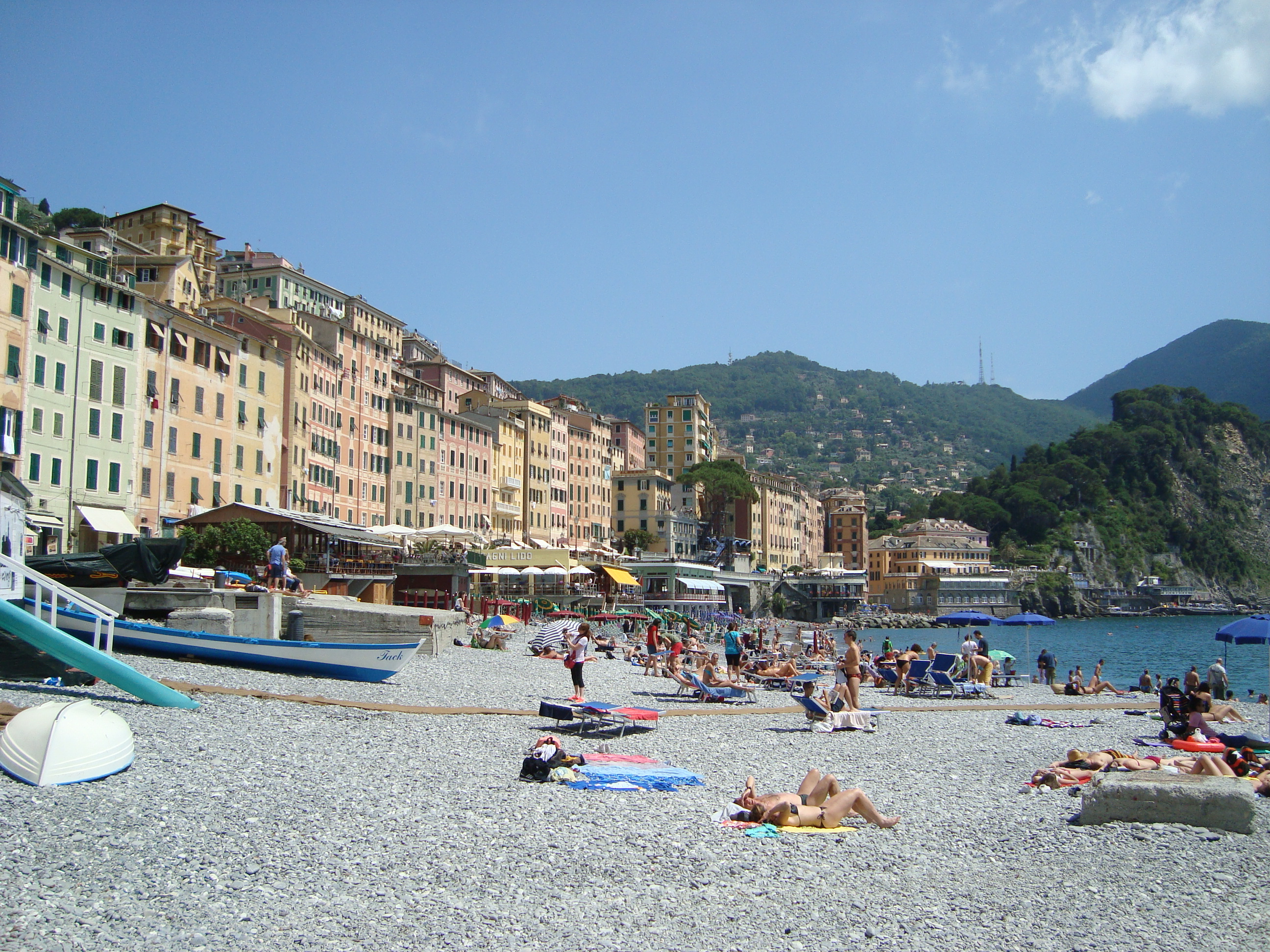
městská pláž
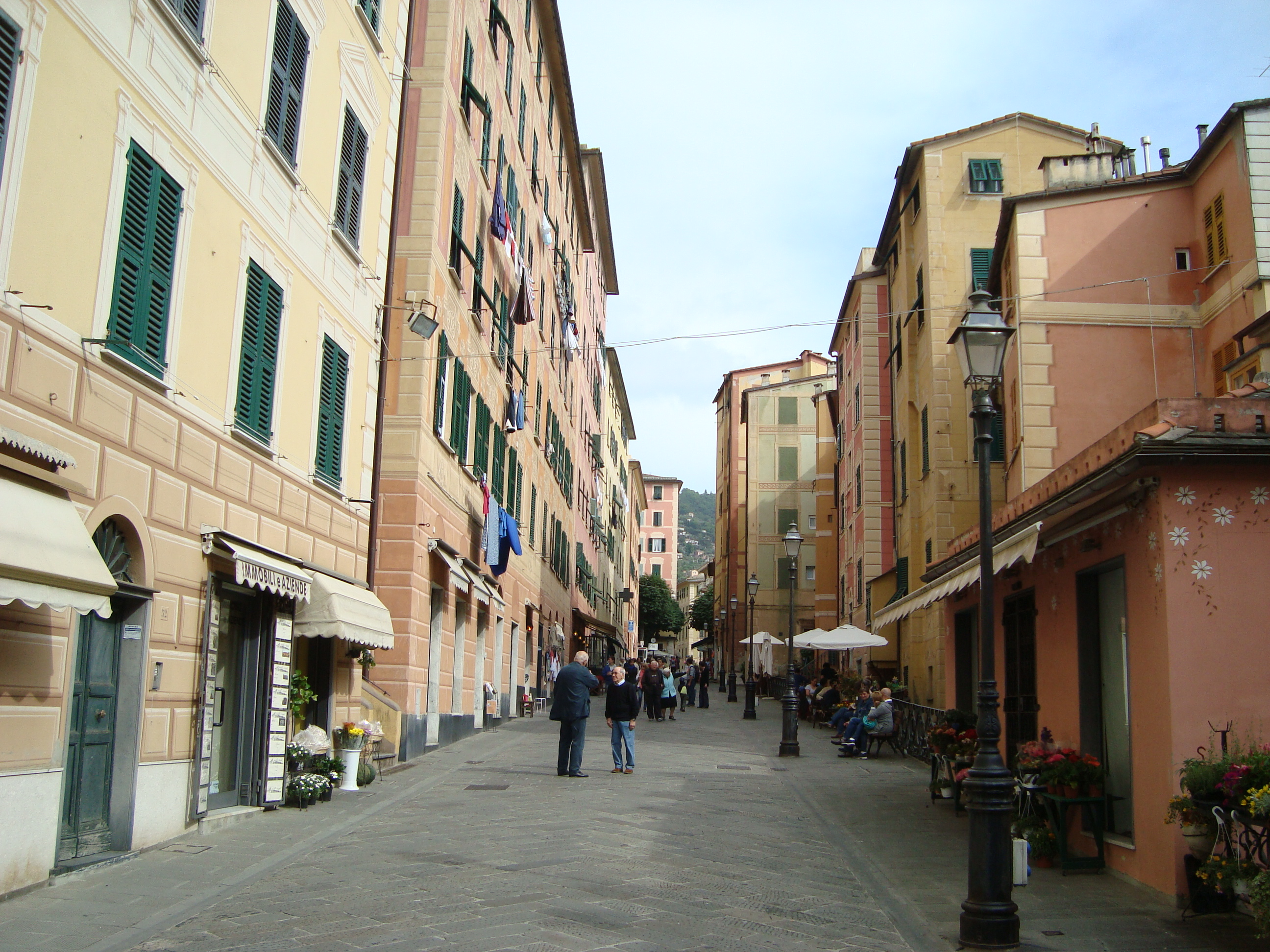
ulice Via della Repubblica
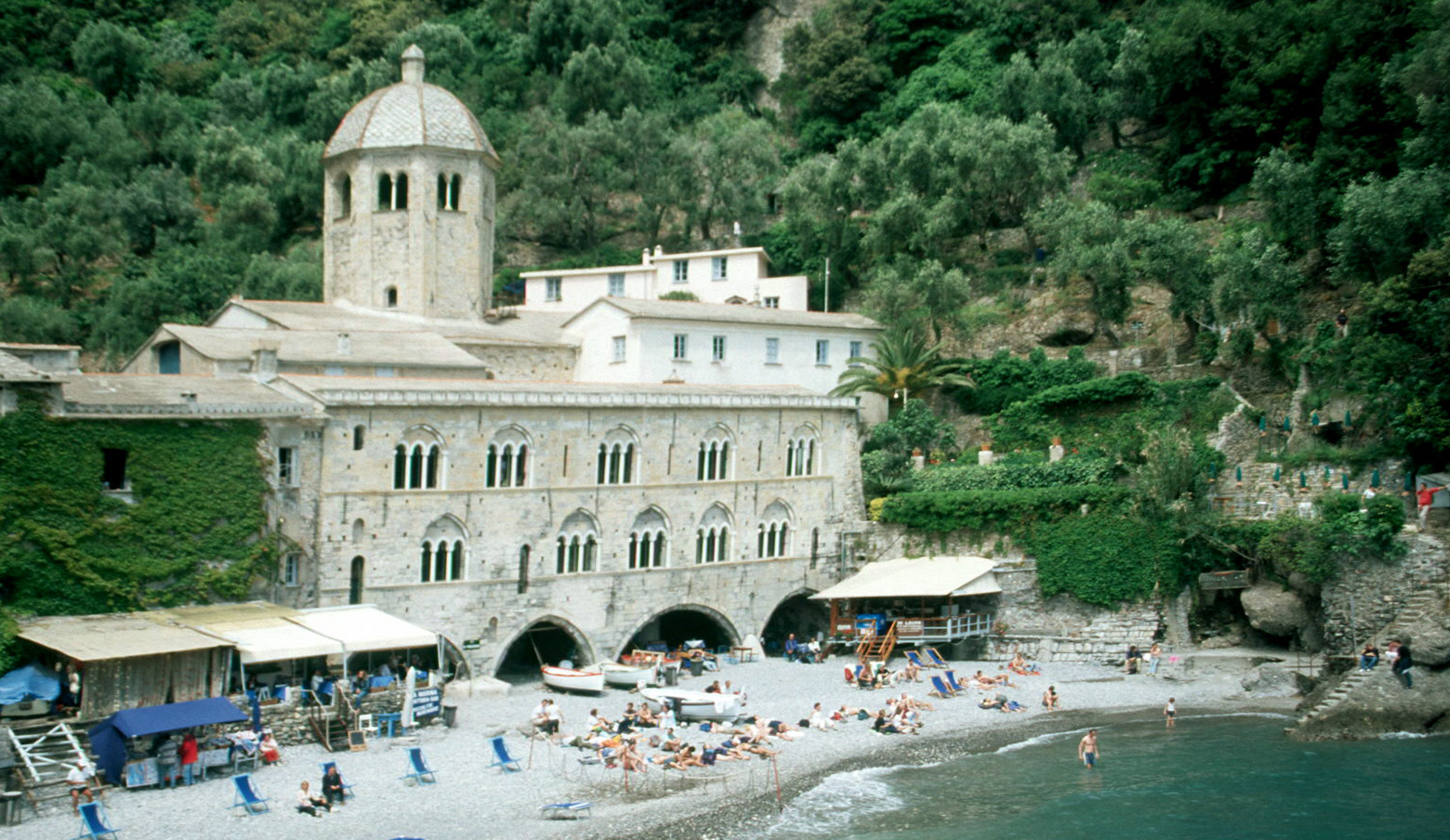
San Fruttuoso